# Poeciloderrhis bicolorata
Poeciloderrhis bicolorata är en kackerlacksart som beskrevs av Rocha e Silva och Guilherme A.M.Lopes 1977. Poeciloderrhis bicolorata ingår i släktet Poeciloderrhis och familjen jättekackerlackor. Inga underarter finns listade i Catalogue of Life.